# Il giardiniere spagnolo
Il giardiniere spagnolo (The Spanish Gardener) è un film drammatico del 1956 diretto da Philip Leacock e interpretato da Dirk Bogarde, Jon Whiteley e Michael Hordern. Il film è tratto dal romanzo Il giardiniere spagnolo di A.J. Cronin, ripreso in seguito da due telenovelas brasiliane, Nicholas del 1958 e O Jardineiro Espanhol del 1967.
Nel 1957 è stato presentato in concorso alla 7ª edizione del Festival di Berlino.
È la seconda collaborazione tra Philip Leacock e Dirk Bogarde dopo L'ora del grande attacco del 1953 e la seconda tra l'attore e Jon Whiteley, che avevano recitato insieme in La colpa del marinaio del 1952, diretto da Charles Crichton. Nel 1953 Whiteley aveva inoltre recitato in I confini del proibito, sempre diretto da Leacock , per il quale aveva ottenuto un Oscar giovanile.

## Trama
Harrington Brande è un diplomatico inglese trasferitosi sulla costa spagnola con il figlio Nicholas dopo la fine del suo matrimonio. Rigido ed estremamente protettivo nei confronti del figlio, l'uomo non riesce ad accettare il forte legame di amicizia che si crea tra quest'ultimo e il giardiniere José. A complicare le cose ci si metterà l'accusa mossa dal perfido maggiordomo García per un delitto che in realtà José non ha commesso. Alla fine il console scagionerà il giardiniere, riguadagnandosi l'affetto del ragazzo.

## Luoghi delle riprese
Oltre che nei Pinewood Studios di Londra, il film è stato girato in Spagna nel resort S'Agaró di Castell-Platja d'Aro, nella provincia di Gerona.

## Distribuzione
Il film è stato distribuito nel Regno Unito a partire dal 25 dicembre 1956.

### Date di uscita
- Regno Unito (The Spanish Gardener) - 25 dicembre 1956
- Germania Ovest (Der spanische Gärtner) - 22 giugno 1957
- USA (The Spanish Gardener) - 8 settembre 1957
- Finlandia (Espanjalainen puutarhuri) - 27 dicembre 1957
- Ungheria (A spanyol kertész) - 3 aprile 1958
- Svezia (Fången i San Jorge) - 25 novembre 1960

## Critica
Sulla rivista Variety il film fu giudicato «una storia raccontata in maniera piacevole con colorati sfondi spagnoli... Bogarde offre uno studio brillante e misurato del giardiniere spagnolo... Il ragazzo interpretato da Jon Whiteley è un ritratto profondamente sensibile». Anche sul New York Times le interpretazioni degli attori furono elogiate «Jon Whiteley è eccellente come ragazzino diviso tra l'innato amore per il padre turbato e l'ammirazione per il giardiniere... Sebbene sia un compito antipatico, Michael Hordern fa benissimo il ruolo del padre... è veramente l'immagine di un uomo che si sforza disperatamente attraverso un approccio distorto, nel monopolizzare l'affetto del figlio».
Craig Butler di AllMovie giudica Il giardiniere spagnolo «un film sentimentale e piuttosto moralistico che tuttavia ha un cuore e un calore genuino. A volte è così emozionante da far desiderare che il regista Philip Leacock e i suoi sceneggiatori possano evitare lo scivolamento nel sentimentalismo che ricorre troppo spesso nel film».